# Ronde van Ankara
De Ronde van Ankara was een meerdaagse wielerwedstrijd in de Turkse provincie Ankara die voor het eerst in 2015 werd georganiseerd. De wedstrijd maakte deel uit van de UCI Europe Tour, in de categorie 2.2.
De eerste editie werd gewonnen door de thuisrijder Nazım Bakırcı, voor zijn land- en ploeggenoten Fatih Keleş en Ahmet Örken.

## Lijst van winnaars

### Overwinningen per land
| Overwinningen | Land     |
| ------------- | -------- |
| 2             | Turkije  |
| 1             | Colombia |